# West Tisbury, Massachusetts
West Tisbury är en kommun (town) på ön Martha's Vineyard i Dukes County i delstaten  Massachusetts, USA med 2 740 invånare (2010). Den har enligt United States Census Bureau en area på 108,1 km² varav 43,3 km² är vatten.